# Aapo Mäenpää
Aapo Mäenpää, né le 14 janvier 1998 à Hämeenlinna (Finlande), est un footballeur finlandais, qui évolue au poste de défenseur au sein de l'IFK Mariehamn.
Son frère jumeau, Niilo Mäenpää, est aussi footballeur professionnel.

## Biographie

### Premier contrat au FC Haka
Il commence sa carrière au FC Haka, en 2015.

### À l'IFK Mariehamn
En 2017, il s'engage avec l'IFK Mariehamn. Il joue ses premiers matchs de Ligue des champions cette même année.

### En équipe nationale
Aapo Mäenpää joue dans les équipes nationales de jeunes, des moins de 16 ans jusqu'aux espoirs.